# Cryptomalus torquisulcus
Cryptomalus torquisulcus är en skalbaggsart som först beskrevs av Cooman 1937.  Cryptomalus torquisulcus ingår i släktet Cryptomalus och familjen stumpbaggar. Inga underarter finns listade i Catalogue of Life.